# Arcadio María Larraona Saralegui
Arcadio María Larraona y Saralegui, C.M.F. (Oteiza de la Solana, 12 de noviembre de 1887 — Roma, 7 de mayo de 1973), fue un cardenal, religioso claretiano, canonista y jurista español.

## Biografía

### Primeros años
Nació en Oteiza de la Solana en 1887, siendo el segundo de cuatro hermanos. Pronto se trasladó a vivir a Estella, cursando sus primeros estudios en el colegio de las hermanas de Santa Ana y en el colegio de los padres escolapios. 

### Formación
En 1900 ingresó en el seminario claretiano de Alagón. Hizo el noviciado y la profesión solemne en Vic, y sus estudios de Filosofía y de Teología en Cervera.  Fue ordenado sacerdote en Alagón el 11 de junio de 1911. Entonces sus superiores le enviaron a Roma para que continuase sus estudios en el Instituto de Derecho Canónico de la Pontificia Universidad Lateranense, donde obtuvo el doctorado en Derecho canónico en 1913, y el doctorado en Derecho civil en 1914. Larraona era doctor in utroque iure.

### Docencia en Roma y servicio en la Santa Sede
Fue profesor de Derecho romano en la Pontificia Universidad Lateranense desde 1919 hasta 1959. También fue profesor de Derecho de misiones en la Pontificia Universidad Urbaniana desde 1933 hasta 1950. Además, fue profesor de la Escuela Práctica de la Congregación de Religiosos.
En 1920 fundó, junto con otros dos religiosos claretianos, la revista Comentarium pro religiosis, publicando artículos en todos sus números hasta 1965. También colaboró en las revistas Apollinaris y Monitor Eclesiasticus, de las que fue director algunos años, y en la revista Documenta Historiae et Iuris, de la que fue director entre 1949 y 1959. 
En 1929 fue nombrado consultor de la Sagrada Congregación para las Iglesias Orientales, donde colaboró activamente en la codificación del Derecho oriental. Poco después fue nombrado consultor de la Sagrada Congregación de Religiosos. El 1 de diciembre de 1943 fue nombrado subsecretario de la Sagrada Congregación de Religiosos por el Papa Pío XII. En dicha Congregación, participó activamente en la elaboración de diversos documentos pontificios, entre los que destacan: la Constitución Apostólica Provida Mater Ecclesia (1947), sobre los Institutos Seculares; la Instrucción complementaria (1948), la Sponsa Christi (1950), sobre las monjas de clausura, y la Sedes sapientiae (1956), sobre la formación y estudios de los religiosos. 
En 1950 organizó un gran Congreso Internacional en Roma, para actualizar la normativa en relación con los estados de perfección. A éste le siguieron otros muchos en Canadá, Estados Unidos, Argentina, Colombia y España. El II Congreso se celebró en Roma en 1957. 
Dentro de la Congregación claretiana ocupó los siguientes cargos: consejero provincial de Italia, visitador general en España y Alemania, consejero general y asistente para España, Italia, Europa Central y China. Fue vocal en los cuatro capítulos generales celebrados entre 1922 y 1949. Colaboró en la adaptación de las Constituciones al Código, la compilación de las disposiciones adicionales y usos vigentes y el Ordo Studium generalis (1929).

### Cardenalato
En 1959 fue creado cardenal diácono de los Santos Blas y Carlos en Catinari por el papa Juan XXIII y, en 1961, penitenciario mayor del Penitenciaria Apostólica. En 1962 fue nombrado prefecto de la Sagrada Congregación de Ritos y presidente de la Comisión Preparatoria de Liturgia del Concilio Vaticano II. Ese mismo año, es consagrado obispo, con el título de arzobispo de Diocesarea in Isauria, en la catedral de San Juan de Letrán (Roma). Durante la época del Concilio fue uno de los anfitriones -junto con los también cardenales Ruffini, Santos, Siri y Browne, O.P.- de las conferencias de los martes organizadas por el Coetus Internationalis Patrum, que tenían por objetivo "estudiar los esquemas del Concilio -con la ayuda de teólogos- a la luz de la doctrina tradicional de la Iglesia y según las enseñanzas de los Soberanos Pontífices".
Además de prefecto de la Sagrada Congregación de Ritos fue miembro de varias congregaciones de la curia romana: de la Sagrada Congregación del Concilio, de la Sagrada Congregación de Religiosos, de la Sagrada Congregación para las Iglesias Orientales, de la Pontificia Comisión para la Interpretación Auténtica del Código de Derecho Canónico, de la Comisión Pontificia para la Redacción de Derecho Oriental, del Tribunal Supremo de la Signatura Apostólica y de la Sagrada Congregación de Propaganda Fide.  
En 1969 el papa Pablo VI lo nombró cardenal presbítero del Sagrado Corazón de María y, en 1973, Camarlengo del Colegio Cardenalicio y prefecto emérito de la Congregación de Ritos. Fue Socio de Honor de la Pontificia Academia Teológica Romana. 
El 21 de junio de 1971 se trasladó a vivir a su residencia del Claretianum, acompañado por dos padres claretianos. Murió el 7 de mayo de 1973, a los 85 años, en su residencia romana. Fue sepultado en la capilla de San José Obrero de la basílica del Sagrado Corazón Inmaculado de María (Roma), de la cual era titular.

## Distinciones y reconocimientos
- Gran Cruz de la Orden de Isabel la Católica (10 de noviembre de 1961).
- Hijo predilecto de Navarra (6 de marzo de 1965).

Un centro de enseñanza, un colegio mayor universitario y una calle de Pamplona llevan su nombre.

## Obras

###### Libros:
- Cursus syntheticus iuris romanorum. Liber primus. De personis et Iuribus personalibus (1927). Escrito en colaboración con Siervo Goyeneche.
- El derecho justinianeo en España (1934). Escrito en colaboración con Arturo Tabera Araoz, C.M.F., futuro cardenal.
- Diritto comparato. Potestà dominativa (1951-1953).
- I misteri di Cristo in noi. Elevazioni sul rosario (1964).